# Lacourière-Frélaut
L'atelier Lacourière-Frélaut est un atelier parisien de gravure, fondé en 1929 par Roger Lacourière (1892-1966), et repris en 1957 par Jacques Frélaut.
Atelier d'impression en lithographie et en taille-douce, il a contribué, en favorisant une étroite collaboration des créateurs avec les praticiens, au développement de la gravure dans l'œuvre d'un grand nombre d'artistes comme, entre autres, Georges Braque, Marc Chagall, Joan Miró, Dado, Sempé, Henri Matisse, Pablo Picasso ou Salvador Dalí. Certains d'entre eux y créeront aussi des livres illustrés (ou de bibliophilie).
Atelier de tirage, l'atelier Lacourière-Frélaut participe au renouveau de la gravure dans la seconde moitié du XXe siècle.

## Historique
Roger Lacourière installe ses presses en 1929 dans les locaux de l'ancien « Panorama de Jérusalem », vestige de l'Exposition universelle de 1900, situé au no 11 rue Foyatier dans le quartier de Montmartre à Paris,,.
Roger Lacourière est réputé pour ses capacités pédagogiques, et John Buckland Wright écrira son propos :
« there is nothing he likes better than to initiate a young artist, or an older one for that matter, into the secrets of the profession. A quick masterly demonstration will save the artist weeks of fumbling experiment… »
— John Buckland Wright, Roger Lacourière and modern French engraving, 1948,.

        
« il n'y a rien qu'il aime plus qu'initier un jeune artiste, ou un plus vieux, d'ailleurs, aux secrets de la profession. Une rapide démonstration magistrale va économiser à l'artiste des semaines d'expériences maladroites… »
Le premier livre important publié est Cendrillon de Jules Pascin.
Jacques Frélaut entre à l'Atelier Lacourière en 1938, où il devient rapidement chef d'atelier. Roger Lacourière l'associe à son entreprise en 1955, avant que celle-ci soit renommée Atelier Lacourière-Frélaut deux ans plus tard. À la mort de Lacourière, Frélaut prend la direction de l'atelier, avec l'aide de son frère Robert et de Madeleine Lacourière.
Plus tard, Luc Guérin, neveu de Robert Frélaut, prend la direction de l'atelier.
L'Atelier Lacourière-Frélaut ferme en 2008.

## Quelques artistes ayant travaillé à l'atelier
- Roberto Altmann
- Louis-Pierre Bougie
- Bernard Buffet
- Pierre Clayette
- Dado
- Sempé
- Olivier Debré
- Jean Dometti
- André Dunoyer de Segonzac
- Christian Fossier
- Tsugouharu Foujita
- Hans Hartung
- Henri Landier
- Janine Leroux-Guillaume
- Martin Müller-Reinhart
- Joerg Ortner
- Jules Pascin
- Pablo Picasso Initié par Roger Lacourière en 1933 au burin et à l'aquatinte au sucre, il y créera la Suite Vollard.
- Pierre Risch Il réalise notamment l'album Commedia dell'Arte, suite de trois gravures, en 1981.
- Pierre-Yves Trémois
- Zao Wou-Ki

## Expositions
- Cimaises - Atelier Lacourière & Frélaut, galerie Michelle Champetier, Cannes, 2014[3]

### Filmographie
- La Maison aux images, court métrage de Jean Grémillon (1955)
- Entretiens sur la taille-douce, de Jean Réal (1990) Entretien avec Jacques Frélaut à propos de son travail aux côtés de Pablo Picasso, et de Henry Moore (également un entretien avec Robert Dutrou à propos de Joan Miró et Antoni Tàpies).